# Hello Goodbye (film)
Hello Goodbye is een Franstalige film in het genre romantisch drama onder regie van Graham Guit. De filmsterren Gérard Depardieu en Fanny Ardant spelen in de film.

## Verhaal
Het verhaal speelt zich af in Israël en Frankrijk, en volgt het leven van een Joods koppel dat hun ware identiteit en afkomst probeert te achterhalen, en te ontdekken wat het betekent om Joods te zijn.

## Rolverdeling
- Fanny Ardant - Gisèle
- Gérard Depardieu - Alain
- Jean Benguigui - Simon Gash
- Manu Payet - Shapiro
- Gilles Gaston-Dreyfus - Siletsky
- Lior Ashkenazi - Yossi
- Sasson Gabai - Police chief
- Jean-Michel Lahmi - Saint-Alban
- Muriel Combeau - Mme Saint-Alban
- Clémentine Poidatz - Gladys
- Julien Baumgartner - Nicolas
- Françoise Christophe - Alain's mother
- Claudine Baschet - Grandmother
- Jean-François Elberg - Monsieur Sapin
- Alix de Konopka - Mme Gash
- Jean-Claude Jay - Alain's father
- Jacques Herlin - Uncle Albert